# Cappella Sistina
(Johann Wolfgang von Goethe)

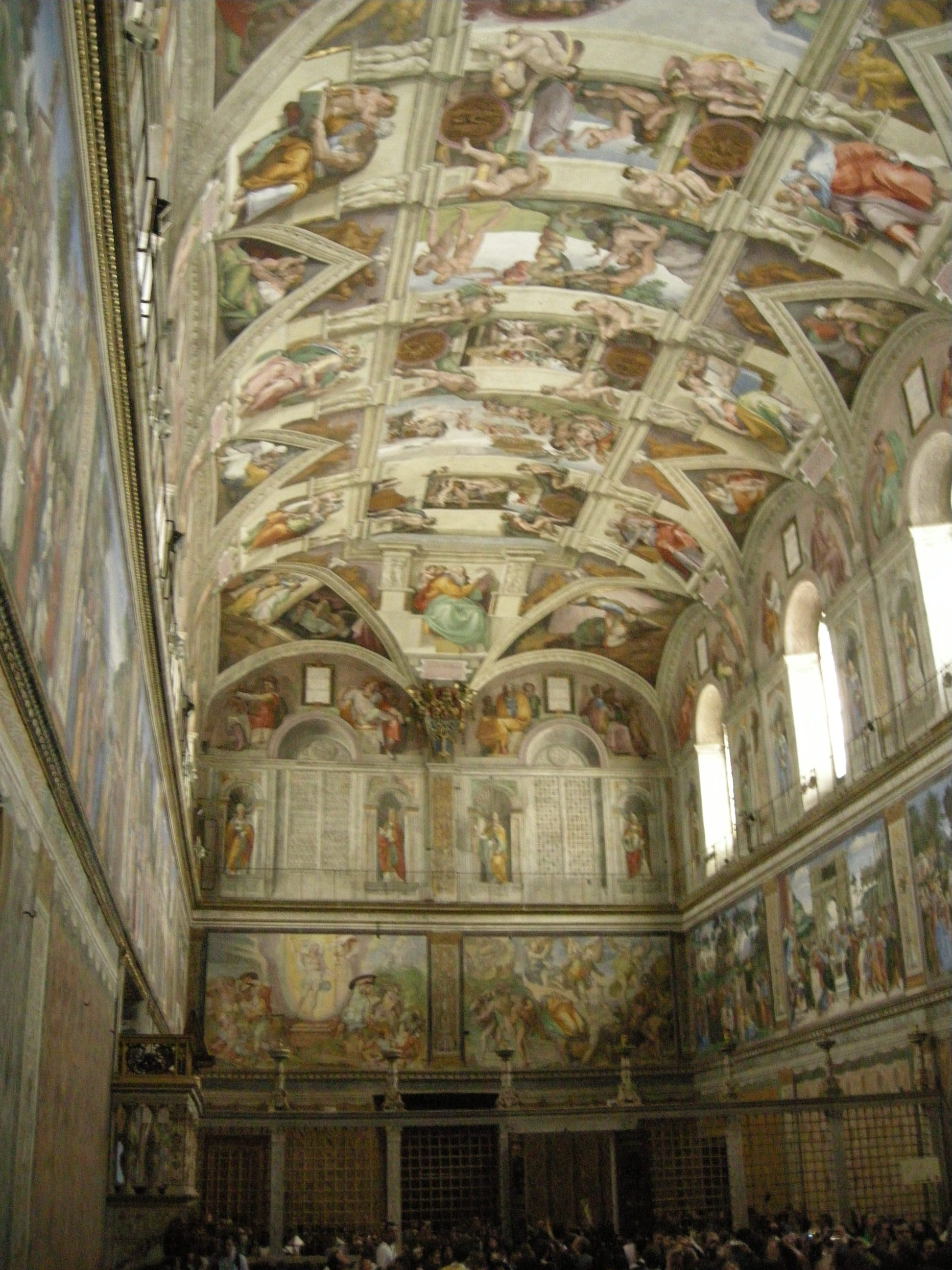
L'interno (lato opposto all'altare)

La Cappella Sistina (in latino Sacellum Sixtinum), dedicata a Santa Maria Assunta in Cielo, è la principale cappella del Palazzo Apostolico, nonché uno dei più famosi tesori culturali e artistici della Città del Vaticano, inserita nel percorso dei Musei Vaticani. Fu costruita tra il 1475 e il 1481 circa, all'epoca di papa Sisto IV della Rovere, da cui prese il nome.
È conosciuta in tutto il mondo sia per essere il luogo nel quale si tengono il conclave e altre cerimonie ufficiali del papa (in passato anche alcune incoronazioni papali), sia per essere decorata da opere d'arte tra le più conosciute e celebrate della civiltà artistica mondiale, tra le quali spiccano i celeberrimi affreschi di Michelangelo, che ricoprono la volta (1508-1512) e la parete di fondo (del Giudizio universale) sopra l'altare (1535-1541 circa).
È considerata forse la più completa e importante di quella «teologia visiva, che è stata chiamata Biblia pauperum». Le pareti sono decorate da una serie di affreschi di alcuni dei più grandi artisti italiani della seconda metà del Quattrocento (Sandro Botticelli, Pietro Perugino, Pinturicchio, Domenico Ghirlandaio, Luca Signorelli, Piero di Cosimo, Cosimo Rosselli e altri) e presentano delle aree predisposte per ospitare gli arazzi di Raffaello Sanzio.
Esistono altre Cappelle Sistine, in particolare una nella basilica di Santa Maria Maggiore a Roma, edificata da Sisto V, e un'altra nella cattedrale di Savona, fatta edificare da Sisto IV come mausoleo per i propri genitori defunti.

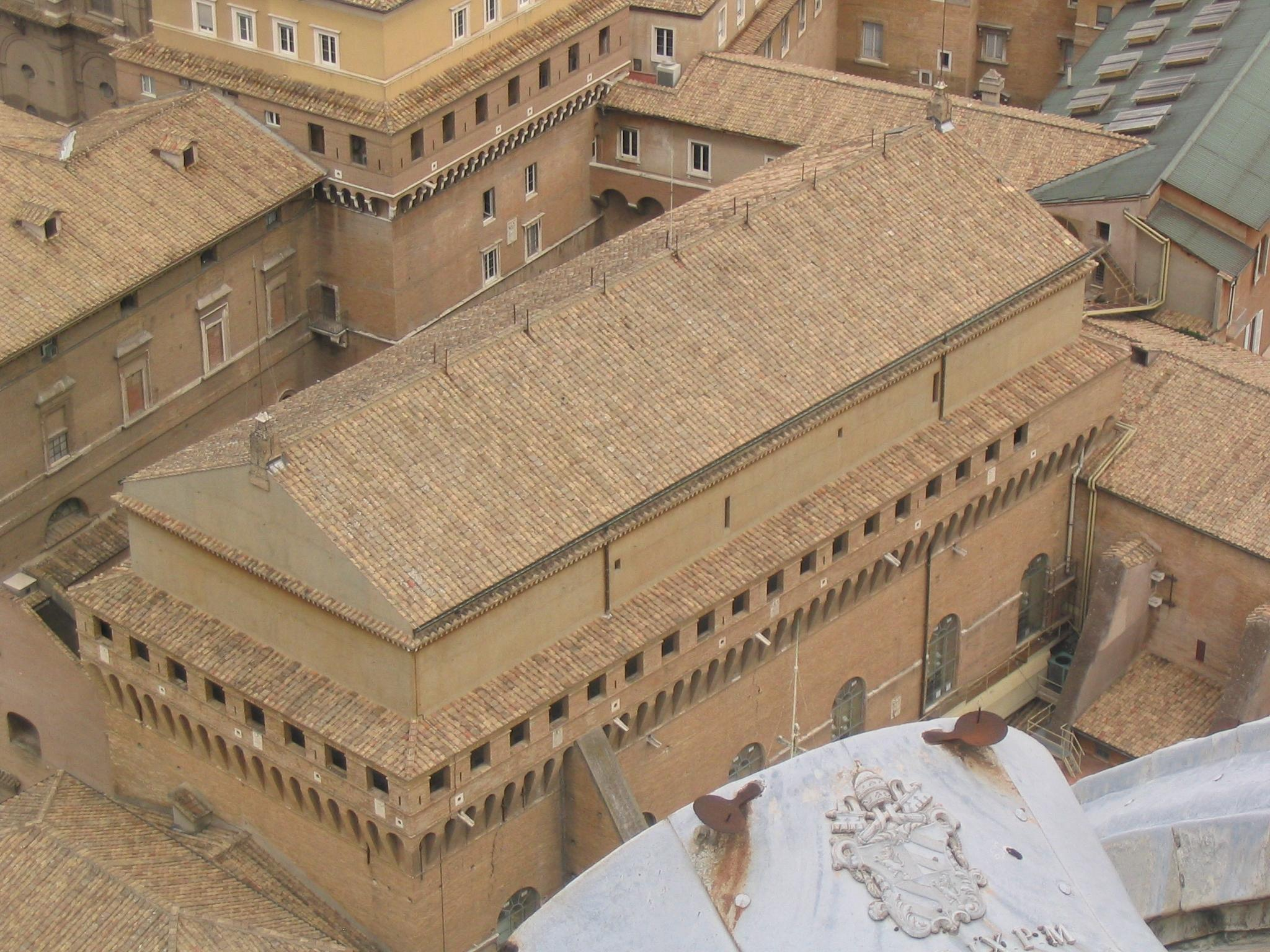
La Cappella Sistina dall'alto. Vi fu celebrato il primo conclave nel 1492; dal 1878 è sede stabile di ogni conclave.

## Storia

### Preesistenze
Nel 1368 si ha la prima menzione di una cappella papale preesistente in Vaticano, che nell'anno successivo venne decorata da Giottino e Giovanni da Milano.

### XV secolo

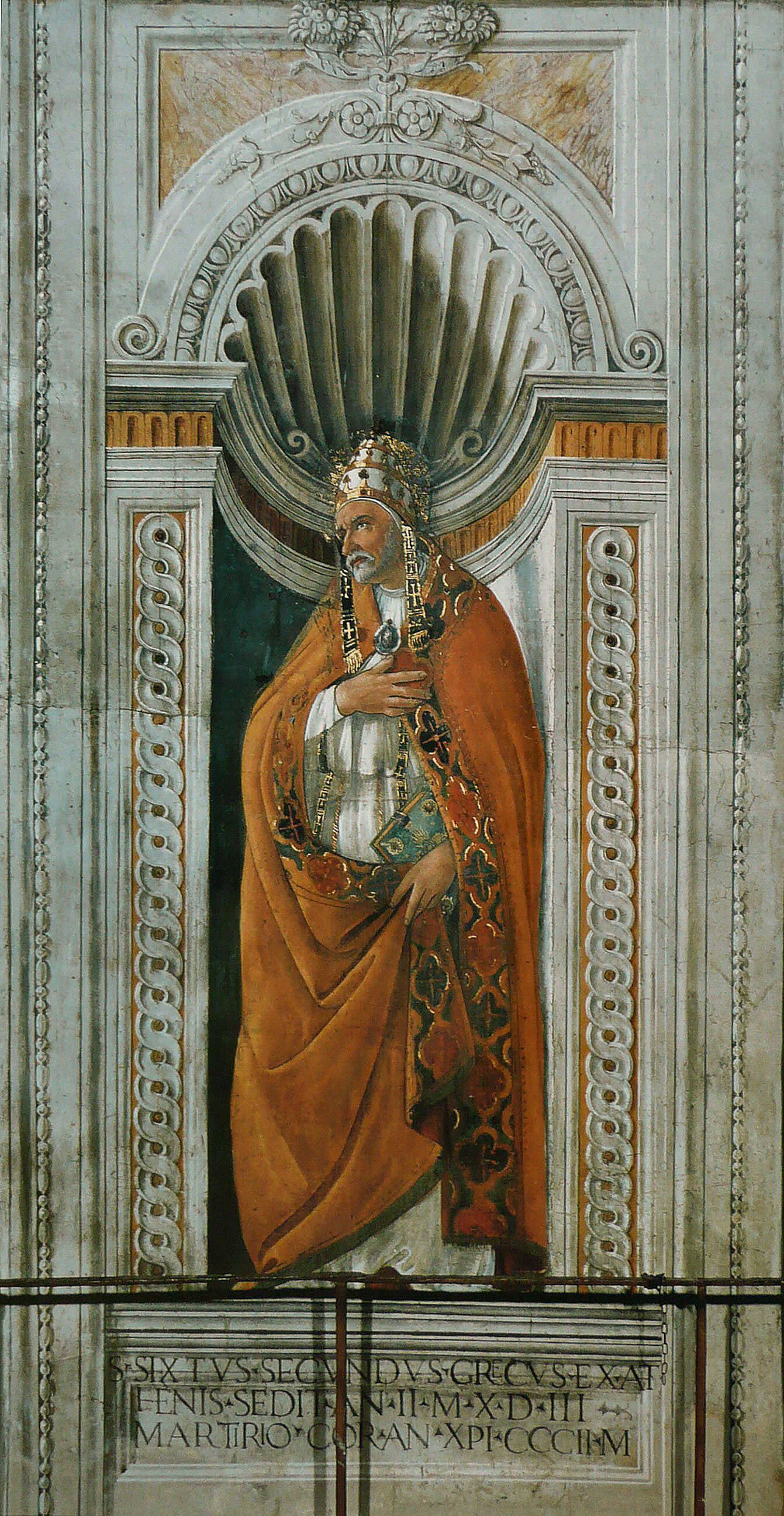
Botticelli, Sisto II

#### La ricostruzione
I propositi di ripristino dei più importanti monumenti cristiani di Roma, devastati dall'abbandono, dall'incuria e dalle lotte civili durante la cattività avignonese, fu uno dei progetti più ambiziosi dei papi del XV secolo, a partire da Martino V. Sisto IV, già professore di teologia nelle maggiori università italiane e generale dei francescani, raccolse questo impegno e già poco dopo la sua elezione (agosto 1471), iniziò un'opera di interventi di recupero e monumentalizzazione del tessuto urbano di Roma, che culminò nella ricostruzione e nella decorazione della cappella palatina del Palazzo Apostolico, che in seguito prese il suo nome. Il progetto architettonico dovette prendere corpo nel 1473, su disegno di Baccio Pontelli. Nel 1477 venivano abbattuti i resti ormai fatiscenti della costruzione precedente, sfruttandone le fondazioni e la base dei muri sani per la nuova cappella. Pare che le pareti medievali venissero conservate fino all'altezza della prima cornice, giustificando le irregolarità in pianta: i lati maggiori infatti convergono verso quello di fondo, il quale a sua volta non è perfettamente parallelo a quello dell'altare. Tutto l'edificio venne comunque rivestito di una cortina laterizia e rinforzato da un basamento a scarpa; furono realizzate nuove volte sia nella copertura, sia negli ambienti dei maestri di cerimonia al di sotto della cappella.
Le funzioni della cappella non mutarono rispetto alla precedente e a quella analoga nel Palazzo dei Papi di Avignone, come sede delle più solenni cerimonie del calendario liturgico svolte dalla corte papale. Tale necessità richiedeva una cornice particolarmente fastosa, che mostrasse inequivocabilmente la Maiestas papalis ai partecipanti ammessi al cerimoniale, che erano essenzialmente il collegio dei cardinali, i generali degli ordini monastici, i diplomatici accreditati, i membri di grado più alto nella compagine statale pontificia, il senatore e i conservatori della città di Roma, i patriarchi, i vescovi e i principi o le personalità eminenti in visita. A costoro si aggiungeva una folla di altri personaggi ammessa ad assistere alle funzioni oltre la transenna marmorea che separa tutt'oggi la cappella papale vera e propria (con l'altare).
La costruzione venne avviata nel 1477 con la supervisione ai lavori di Giovannino de' Dolci. Nell'estate del 1481 doveva essere già conclusa, poiché è già documentato lo svolgimento della decorazione ad affresco delle pareti. L'aspetto dall'esterno doveva essere grandioso, paragonabile solo con edifici di età imperiale.
La consacrazione della cappella risale alla prima messa del 15 agosto 1483, quando venne dedicata all'Assunzione della Vergine Maria.

#### La decorazione pittorica

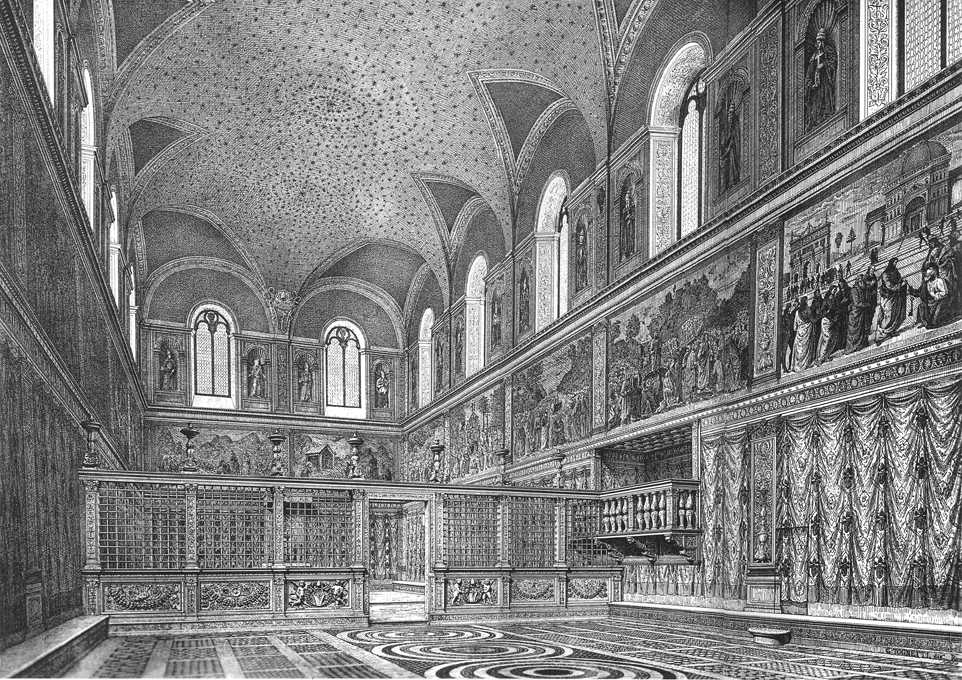
Ricostruzione dell'aspetto della Sistina prima degli interventi di Michelangelo, stampa del XIX secolo

Il programma generale della decorazione pittorica della cappella fu articolato su tre registri dal basso verso l'alto: lo zoccolo con finti arazzi, il secondo ordine con scene del Vecchio Testamento (scene della vita di Mosè) e del Nuovo Testamento (scene della vita di Cristo) e infine l'ordine più alto con la rappresentazione di pontefici martirizzati.
La decorazione pittorica venne avviata, nella parete dietro l'altare (quella oggi del Giudizio), dal Perugino, il quale aveva già lavorato per il papa nella distrutta Cappella della Concezione nell'antica basilica di San Pietro in Vaticano e che realizzò anche la pala d'altare raffigurante la Vergine Assunta.
La volta fu decorata da un cielo stellato di Piermatteo d'Amelia, seguendo una tradizione medievale.
Nel frattempo il signore di Firenze Lorenzo de' Medici, nell'ambito di una politica riconciliativa con gli avversari che avevano appoggiato la Congiura dei Pazzi (1478), tra cui lo stesso papa, propose l'invio dei migliori artisti presenti allora sulla scena fiorentina, quali ambasciatori di bellezza, armonia e del primato culturale di Firenze. L'offerta venne accettata e il 27 ottobre 1480 Sandro Botticelli, Cosimo Rosselli, Domenico Ghirlandaio e i rispettivi collaboratori partirono per Roma, dove sono documentati all'opera dalla primavera del 1481.
Ciascuno di questi artisti, con l'aiuto dei collaboratori Pinturicchio, Piero di Cosimo e Bartolomeo della Gatta, affrescò uno dei quattro riquadri nella parete a destra dell'altare, poi, con un nuovo contratto datato 27 ottobre 1481, vennero riconfermati per l'esecuzione degli altri dieci riquadri restanti (i due sulla parete dell'altare erano già stati completati da Perugino nella primissima fase) da ultimare entro il marzo dell'anno successivo. I termini non vennero sempre rispettati e al Perugino subentrò Luca Signorelli, che affrescò il Testamento di Mosè e la Contesa intorno al corpo di Mosè sulla parete dell'ingresso. Il complesso programma iconografico venne definito in ogni particolare dal pontefice stesso e dai suoi consiglieri, anche se la sua stessa complessità necessitò un intervento di grande importanza da parte degli artisti nell'invenzione figurativa e iconografica.
Da notare il piccolo contributo pittorico che il maestro Brunelleschi diede nell'ala nord dell'edificio. La concezione del programma iconografico complessivo fu ripresa secondo alcuni storici dall'Expositio super septem visiones libri apocalypsis, esegesi di episodi biblici risalente forse al nono secolo, ovvero dall'opera di Gioacchino da Fiore, autore di una complessa teoria della "concordia" tra Antico e Nuovo Testamento.
Il risultato fu un ciclo di grande omogeneità, nonostante la partecipazione di artisti dalle personalità marcatamente diverse. Ciò fu possibile grazie all'adozione di una medesima scala dimensionale delle figure, all'impaginazione e strutturazione ritmica simile, alle medesime tonalità dominanti, tra cui spicca l'abbondanza di rifiniture in oro, che intensificano la luce con effetti che dovevano apparire particolarmente suggestivi nel bagliore delle fiaccole e delle candele.

### XVI secolo

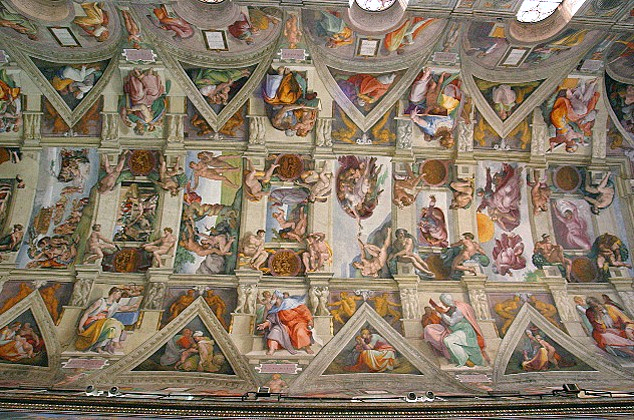
Michelangelo, volta della Cappella Sistina

Lo splendido complesso voluto da Sisto IV fu anche nei decenni successivi al centro degli interessi dei pontefici, con interventi che costituiscono pagine fondamentali dell'arte del pieno Rinascimento.
Nella primavera del 1504 la particolare natura del terreno su cui sorge la cappella determinò probabilmente un inclinamento della parete meridionale che, in seguito ad assestamenti, lasciò una vasta e minacciosa crepa sul soffitto, che necessitò una sospensione di tutte le funzioni nella cappella in via precauzionale.

#### Giulio II

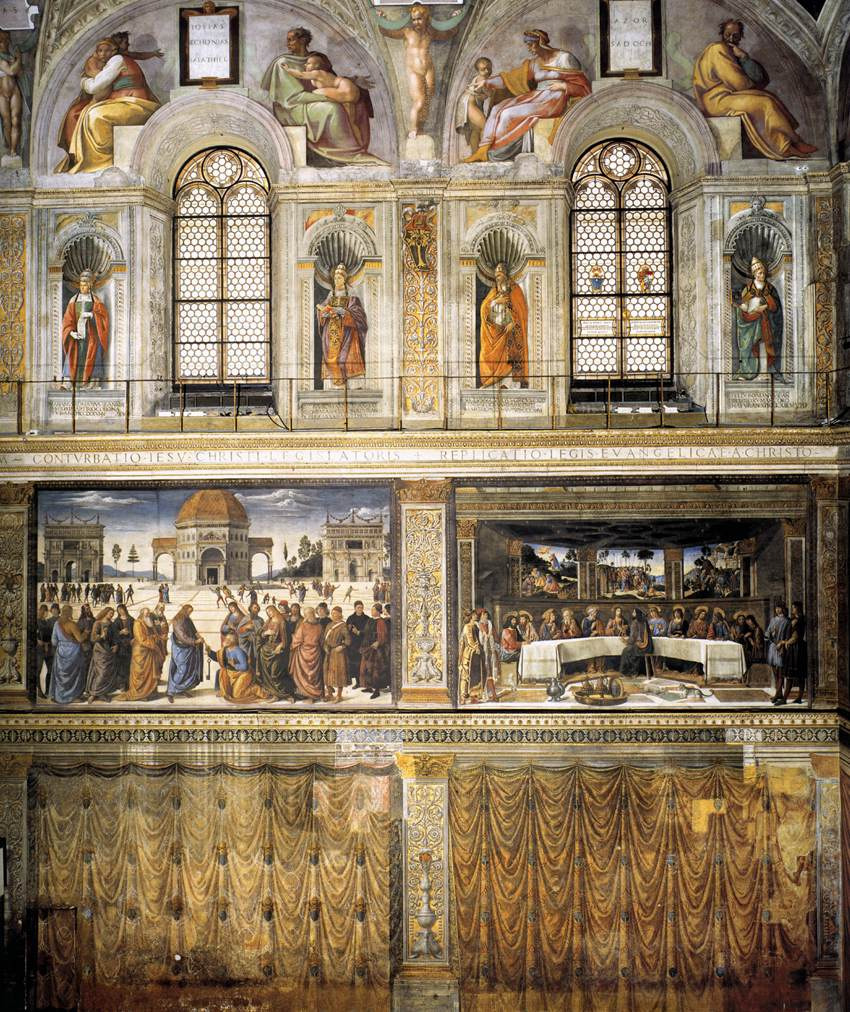
Una parete della Cappella Sistina

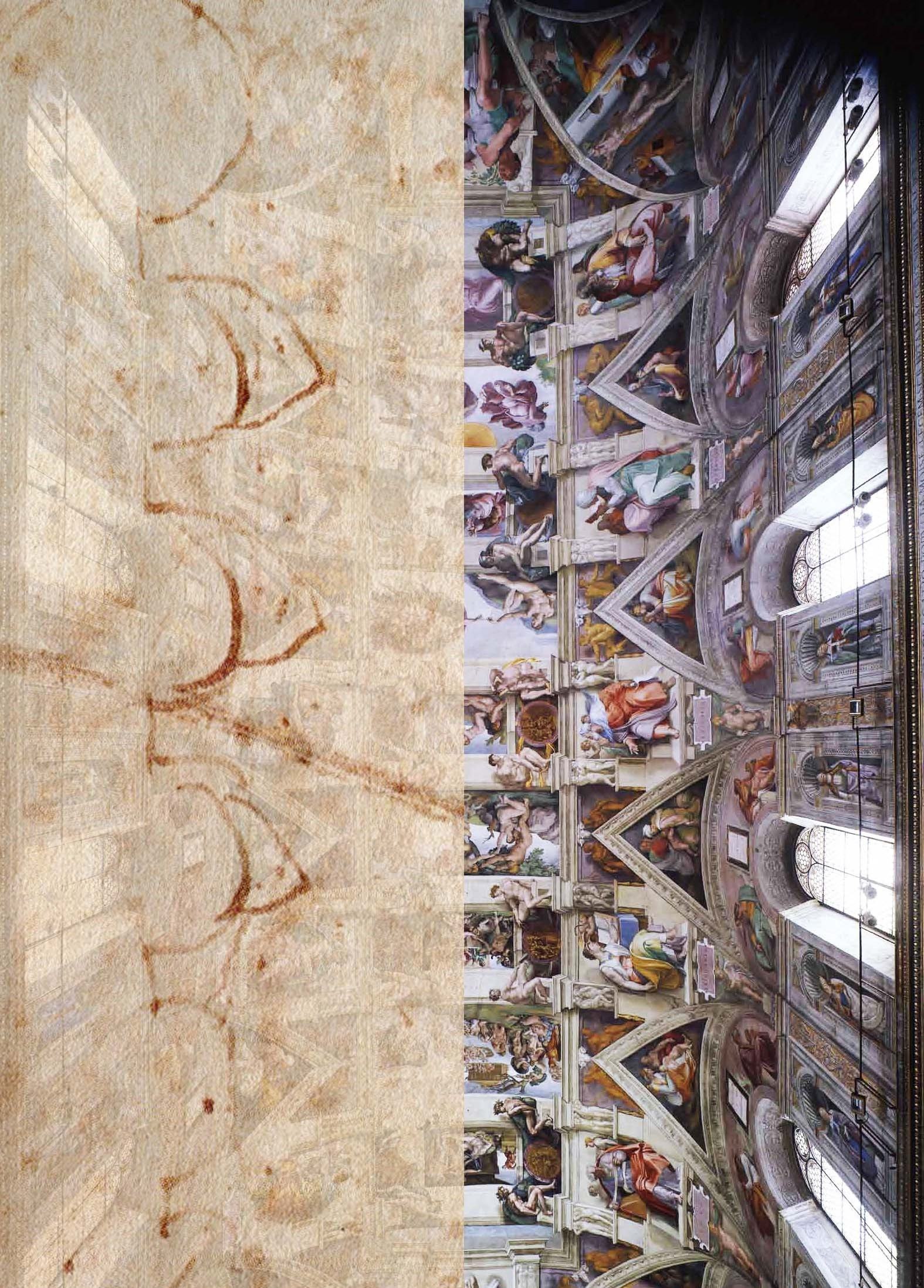
Confronto tra lo schizzo di Michelangelo del profilo architettonico della Volta Sistina (Archivio Buonarroti, XIII, 175v) e una veduta dal basso della volta tratto da un recente articolo

Giulio II della Rovere fece restaurare la volta con catene, sia sopra la volta principale sia negli ambienti inferiori, rendendola di nuovo agibile solo dopo la metà di ottobre. La lunga crepa, che si è scoperto partire dall'angolo nord-est, venne tamponata con l'inserimento di nuovi mattoni, forse nell'estate del 1504. La decorazione della volta di Piermatteo d'Amelia risultò così danneggiata irreparabilmente.
L'idea di far rifare la decorazione della volta a Michelangelo Buonarroti dovette venire a papa Giulio II nell'aprile del 1506, come testimonia una lettera inviata allo stesso Michelangelo dal capomastro fiorentino Piero Rosselli, il quale aveva ascoltato la notizia dalla voce del papa stesso. La precipitosa fuga da Roma di Michelangelo, per via degli intrighi che avevano bloccato il suo grandioso progetto della "Sepoltura" del papa, sospese il progetto fino alla riappacificazione col papa, che avvenne nel 1507.
Nel 1508 quindi l'artista tornò a Roma e sottoscrisse il contratto; il lavoro venne completato entro il 31 ottobre 1512. La decorazione della volta incontrò numerose difficoltà, tutte brillantemente superate dall'artista e dai suoi collaboratori. Per essere in grado di raggiungere il soffitto, Michelangelo necessitava di una struttura di supporto; la prima idea fu del Bramante, che volle costruire per lui una speciale impalcatura, sospesa in aria per mezzo di funi. Ma Michelangelo temeva che questa soluzione avrebbe lasciato dei buchi nel soffitto, una volta completato il lavoro, così costruì un'impalcatura da sé, una semplice piattaforma in legno su sostegni ricavati da fori nei muri posti nella parte alta vicino alle finestre. Questa impalcatura era organizzata in gradoni in modo da permettere un lavoro agevole in ogni parte della volta. Il primo strato di intonaco steso sulla volta cominciò ad ammuffire perché era troppo bagnato. Michelangelo dovette rimuoverlo e ricominciare da capo, ma provò una nuova miscela creata da uno dei suoi assistenti, Jacopo l'Indaco. Questa non solo resistette alla muffa, ma entrò anche nella tradizione costruttiva italiana.
Inizialmente Michelangelo era stato incaricato di dipingere solo dodici figure, gli Apostoli, ma quando il lavoro fu finito ve ne erano presenti più di trecento. Dell'impresa restano numerosi disegni, che rappresentano un documento molto prezioso.

#### Leone X

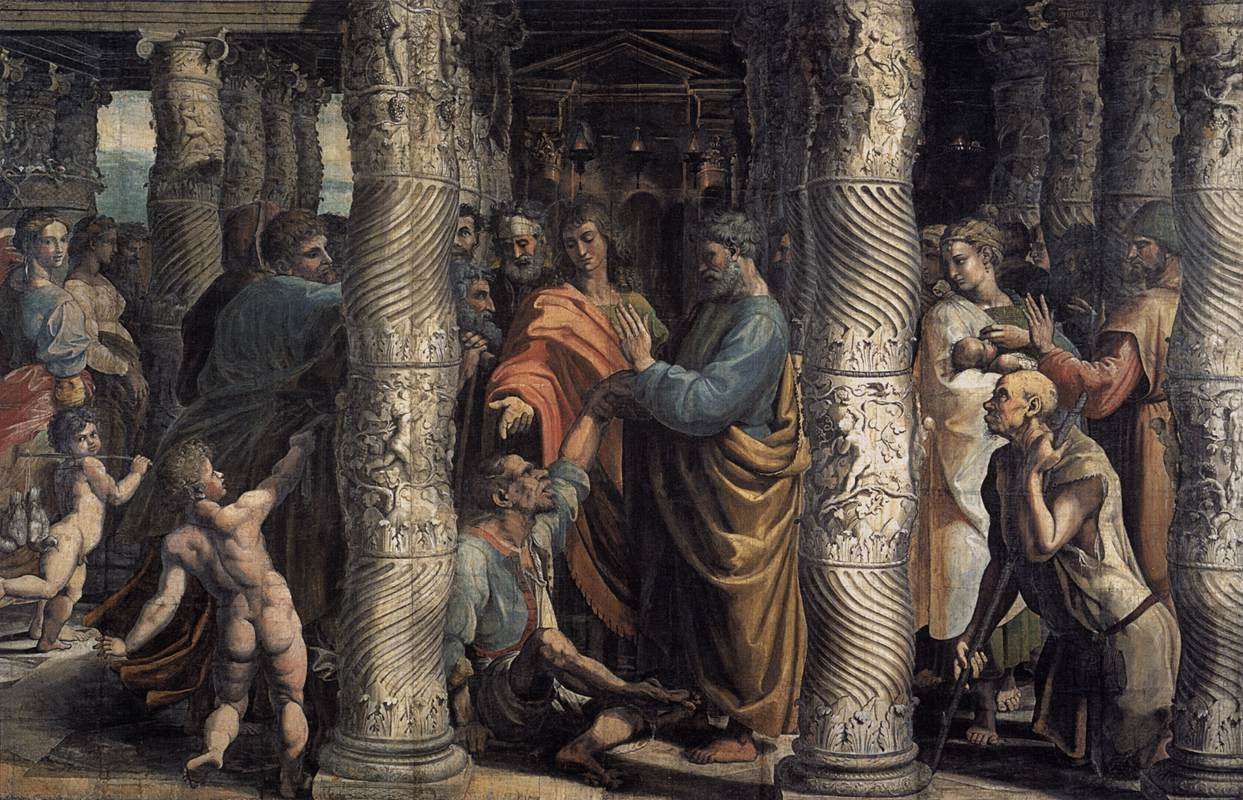
Guarigione dello storpio, uno dei cartoni di Raffaello per gli arazzi della Sistina, V&AM, Londra

In seguito anche Leone X desiderò legare il proprio nome all'ineguagliabile prestigio della Sistina, fino ad allora patrocinata da pontefici della famiglia Della Rovere. Decise allora di donare una serie di preziosi arazzi intessuti a Bruxelles su disegno di Raffaello Sanzio alla fine del 1514. Gli arazzi, intessuti nella bottega di Pieter van Aelst, mostrano le Storie dei santi Pietro e Paolo, i cui soggetti avevano precise corrispondenze con i riquadri affrescati nel registro mediano. Questi arazzi, che ricoprivano la zona destinata al papa e ai religiosi separata dalla transenna marmorea, erano utilizzati nelle solenni festività e si leggevano, come le storie soprastanti, dalla parete dell'altare.
Attraverso la celebrazione dei primi due "architetti della Chiesa", Pietro e Paolo apostoli rispettivamente verso gli Ebrei e verso i "Gentili", si riaffermava il collegamento col pontefice regnante, loro erede.
Quando i primi sette arazzi arrivarono dalla Fiandra e furono collocati il 26 dicembre 1519 il cerimoniere Paris de Grassis annotò: «tota cappella stupefacta est in aspectu illorum».

#### Nuovi danni
Negli anni successivi altri assestamenti del terreno causarono, per la scarsa stabilità delle fondazioni, nuovi danni, come il crollo, nel giorno di Natale del 1522 dell'architrave del portale, che uccise una guardia svizzera accanto ad Adriano VI che proprio in quel momento stava entrando in cappella.
Durante il conclave del 1523 si aprirono nuove, preoccupanti crepe, che richiesero un intervento urgente di Antonio da Sangallo il quale, chiamato dai cardinali preoccupati, verificò la stabilità dell'edificio. Più tardi furono necessari nuovi interventi sulle fondazioni della parete orientale, che danneggiarono irreparabilmente i due affreschi che concludevano le Storie di Cristo e di Mosè. In seguito, nella seconda metà del XVI secolo, le due scene dovettero essere ridipinte da Hendrick van de Broeck e Matteo da Lecce, sicuramente gli interventi pittorici più deboli dell'intera decorazione.

#### Clemente VII e Paolo III
Infine l'ultima grande decorazione della cappella fu voluta da Clemente VII, che commissionò, ancora a Michelangelo, l'enorme affresco del Giudizio universale (1536-1541), in gran parte dipinto al tempo di Paolo III Farnese, che rappresentò anche il primo intervento "distruttivo" nella storia della Cappella, stravolgendo l'originale impostazione spaziale e iconografica, che si era delineata nei precedenti apporti fino ad allora sostanzialmente coordinati.
La prima menzione dell'intenzione del pontefice si ha in una lettera di Sebastiano del Piombo a Michelangelo, datata 17 luglio 1533, che lo invitata a tornare a Roma. Nonostante le iniziali resistenze di Michelangelo, nel 1533 esse furono vinte, e nel 1534 lasciò definitivamente Firenze, anche per l'insofferenza verso il nuovo duca Alessandro, nonché la sua crescente disaffezione verso le opere fiorentine che ormai si trascinavano sempre più stancamente.
Il Giudizio Universale fu oggetto di una pesante disputa tra il cardinale Carafa e Michelangelo: l'artista venne accusato di immoralità e intollerabile oscenità, poiché aveva dipinto delle figure nude, con i genitali in evidenza, all'interno della più importante chiesa della cristianità, perciò una campagna di censura (nota come "campagna delle foglie di fico") venne organizzata dal Carafa e monsignor Sernini (ambasciatore di Mantova) per rimuovere gli affreschi. Giorgio Vasari racconta che, quando il maestro di cerimonie del papa, Biagio da Cesena, accusò il lavoro di Michelangelo apostrofandolo come più adatto a un bagno termale che a una cappella, Michelangelo raffigurò i suoi tratti nella figura di Minosse, giudice degli inferi; quando Biagio da Cesena si lamentò di questo con il papa, il pontefice rispose che la sua giurisdizione non si applicava all'inferno, e così il ritratto rimase. Secondo altri studiosi, invece, il personaggio raffigurato in forme caricaturali nel Minosse sarebbe Pierluigi Farnese, figlio di papa Paolo III, noto a Roma per essere un sodomita violento e per aver abusato sessualmente di un giovane ecclesiastico causandone la morte.
In coincidenza con la morte di Michelangelo, venne emessa una legge per coprire i genitali ("Pictura in Cappella Ap.ca copriantur"). Così Daniele da Volterra, un apprendista di Michelangelo, dipinse tutta una serie di panneggi e perizomi detti "braghe", che gli valsero il soprannome di "Braghettone".

### I secoli successivi
Quando il Mahatma Gandhi visitò nel 1931 la Cappella Sistina, la sua attenzione fu colpita, più che dagli affreschi di Michelangelo, dal Crocifisso dell'altare della cappella. Intorno a quel Crocifisso – che rappresenta un Gesù magrissimo, dimesso e sofferente, ben diverso dal Gesù corpulento e forte del Giudizio Universale – Gandhi indugiò per parecchi minuti, esclamando infine: «Non si può fare a meno di commuoversi fino alle lacrime».
Gli affreschi che Michelangelo ha realizzato nella Cappella Sistina, e in particolare quelli della volta e delle lunette che l'accompagnano sono stati sottoposti nel corso dei secoli a un certo numero di restauri, i più recenti dei quali si sono svolti tra il 1980 e il 1994. Questi ultimi hanno provocato stupore presso gli studiosi e gli amanti dell'arte poiché sono stati portati alla luce colori e particolari che la patina scura aveva nascosto per secoli. Particolarmente controversa fu la scelta da adottare per la rimozione o meno delle "braghe" di Daniele da Volterra. Si scelse di rimuovere la maggior parte dei perizomi tranne quelli nelle figure principali, ormai entrati nell'immaginario collettivo, come quello della figura di Daniele; comunque, una copia fedele e senza censure dell'originale, di Marcello Venusti, è oggi a Napoli al Museo di Capodimonte.

### Conclave papale

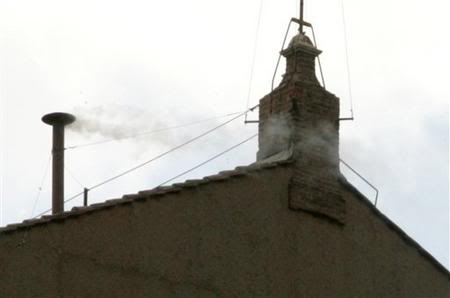
Fumata bianca che annuncia l'elezione di Benedetto XVI nel conclave del 2005

Oggigiorno, una delle funzioni della Cappella Sistina è quella di ospitare il conclave per l'elezione di un nuovo papa; in tale occasione viene installato un comignolo sul tetto della cappella, dal quale esce del fumo per segnalare la mancata o l'avvenuta elezione del Romano Pontefice.
Il primo conclave ad aver luogo nella Cappella Sistina fu quello del 1492, che si svolse dal 6 all'11 agosto dello stesso anno e in cui venne eletto papa Alessandro VI. Ininterrottamente fino ad oggi nella Sistina si sono svolti tutti gli ultimi conclavi a partire da quello del 1878.

## Descrizione

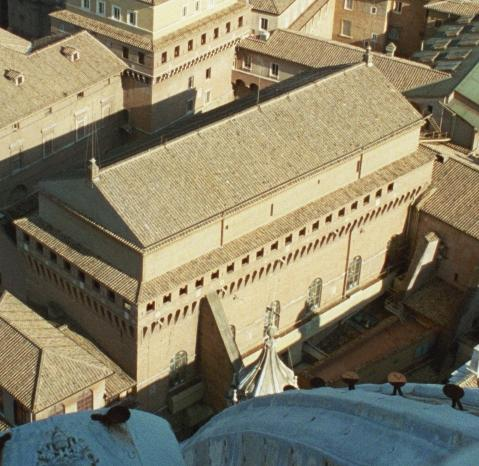
Veduta della Cappella Sistina dalla cupola di San Pietro

La Cappella si trova sulla destra della basilica di San Pietro, all'interno del Palazzo Apostolico, accessibile dall'imponente Sala Regia.

### Architettura
È a pianta basilicale e misura 40,93 metri di lunghezza per 13,41 di larghezza (le dimensioni del Tempio di Salomone, così come vengono riportate nell'Antico Testamento). Ha un'altezza di 20,70 metri ed è coperta da una volta a botte ribassata, collegata alle pareti da vele e pennacchi, che generano lunette in corrispondenza dei muri laterali. Sotto ciascuna lunetta si aprono le strette finestre ad arco che danno luce all'ambiente: sono sei su ciascuna parete laterale a cui si aggiungevano altre due aperture sul lato ovest, tamponate con la creazione del Giudizio.
La cornice tra la zona inferiore e quella mediana è poco sporgente rispetto a quella successiva, tra la zona mediana e quella superiore; qui, all'altezza delle imposte delle finestre, il muro rientra per lasciare spazio a uno stretto camminamento. Oltre questo confine i pilastri, che in tutta la zona inferiore sono solo dipinti, diventano reali e reggono i peducci della volta.
Sopra il portale, in corrispondenza del peduccio della volta, si trova un grande stemma papale Della Rovere con la quercia a dodici ghiande d'oro e la tiara papale, appartenente a Sisto IV, ma fatto all'epoca di Giulio II, suo nipote.

### Pavimento
Il pavimento del XV secolo è composto da tarsie policrome in marmo in stile cosmatesco. I disegni scandiscono il percorso processionale che va dall'ingresso alla cancellata con una serie di cerchi collegati, affiancati ai lati da riquadri riempiti con motivi diversi. Nello spazio più interno, davanti all'altare, i mosaici pavimentali indicano la disposizione del trono papale e dei seggi dei cardinali, nonché il movimento dei celebranti durante le funzioni.

### Transenna e cantoria
Una transenna in marmo di Mino da Fiesole, Andrea Bregno e Giovanni Dalmata divide la cappella in due parti; quella più ampia, assieme all'altare, è riservata alle cerimonie religiose e ad altri usi clericali, mentre quella più piccola è per i fedeli. L'iconostasi di passaggio era originariamente di ferro placcato in oro e in posizione più centrale: venne in seguito spostata verso la parte dei fedeli per garantire uno spazio maggiore al Papa e alla sua corte. La base è composta da pannelli finemente scolpiti a bassorilievo e dorati, con putti che reggono ghirlande con lo stemma di Sisto IV alternati a motivi ornamentali vegetali, sormontati da pilastrini che intervallano la cancellate e reggono l'architrave, oltre la quale sono disposti candelabri marmorei.
Degli stessi artisti è anche la cantoria, lo spazio largo circa cinque metri e profondo due sulla parete di destra, riservato al coro: infatti fu proprio papa Sisto IV a creare, poco dopo la sua elezione (9 agosto 1471), un Collegio dei Cappellani Cantori, il primo nucleo della futura Cappella Musicale Pontificia Sistina. Oltre la ricca balaustrata decorata e dorata erano ospitati i cantori, solitamente dodici, che accompagnavano lo svolgimento delle cerimonie liturgiche.
La transenna originariamente divideva la cappella quasi a metà, trovandosi, più o meno, all'altezza della Creazione di Eva, come si può riscontrare anche dal disegno del pavimento. La necessità di disporre di un più ampio spazio nel presbiterio portò a uno spostamento di circa cinque metri fino alla posizione attuale, negli anni ottanta del Cinquecento.

### Gli affreschi

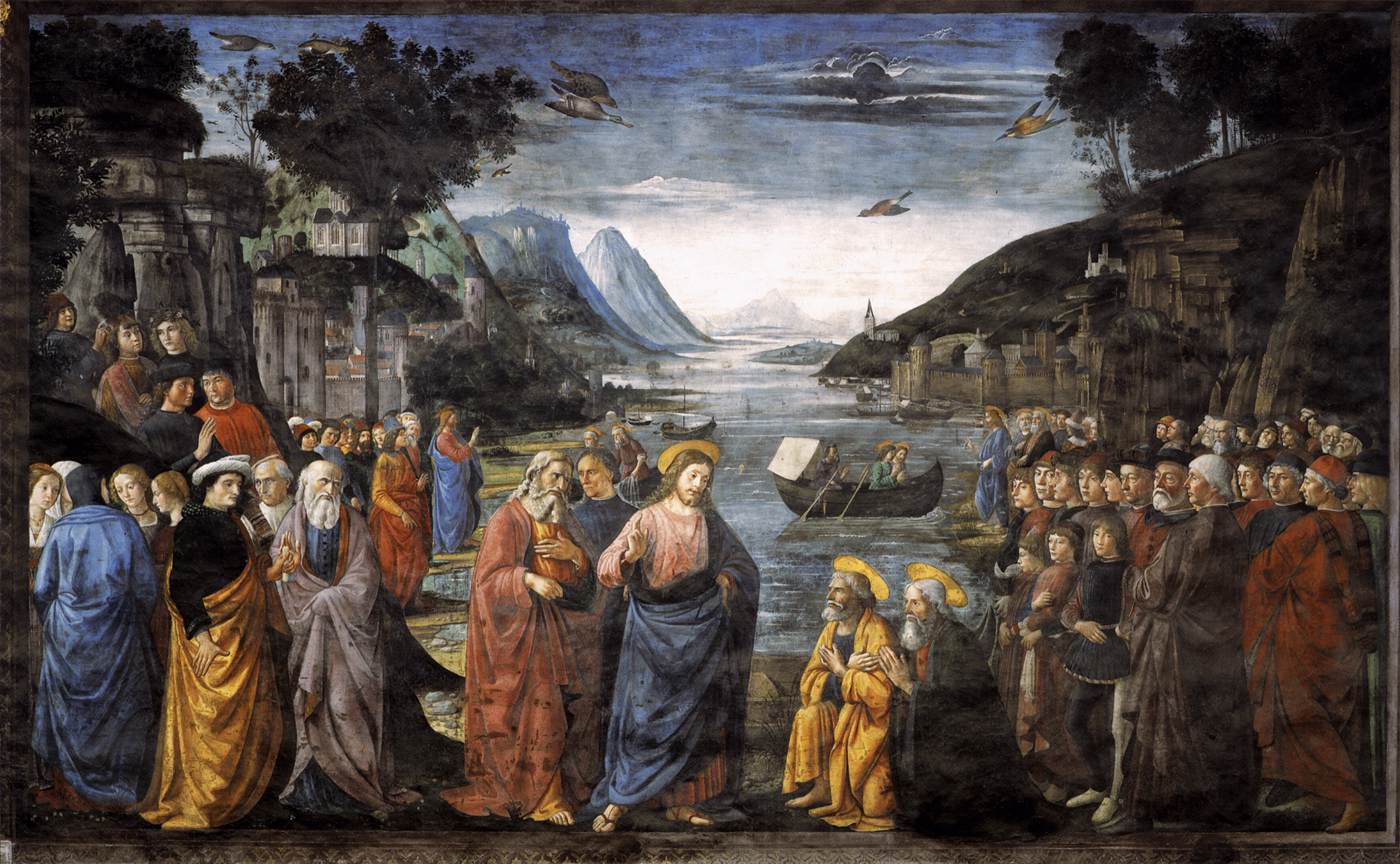
Ghirlandaio, Vocazione dei primi apostoli

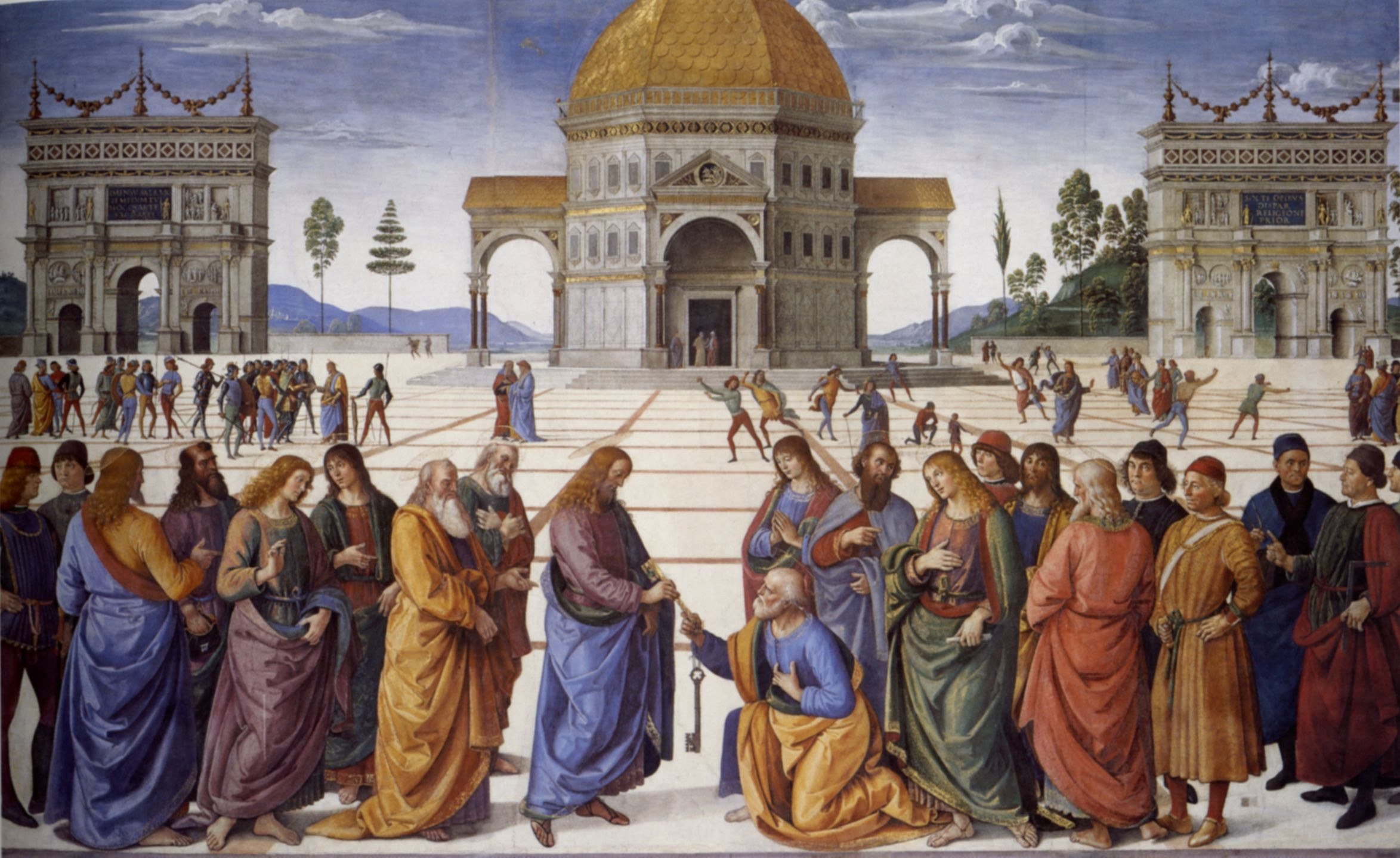
Perugino, Consegna delle chiavi

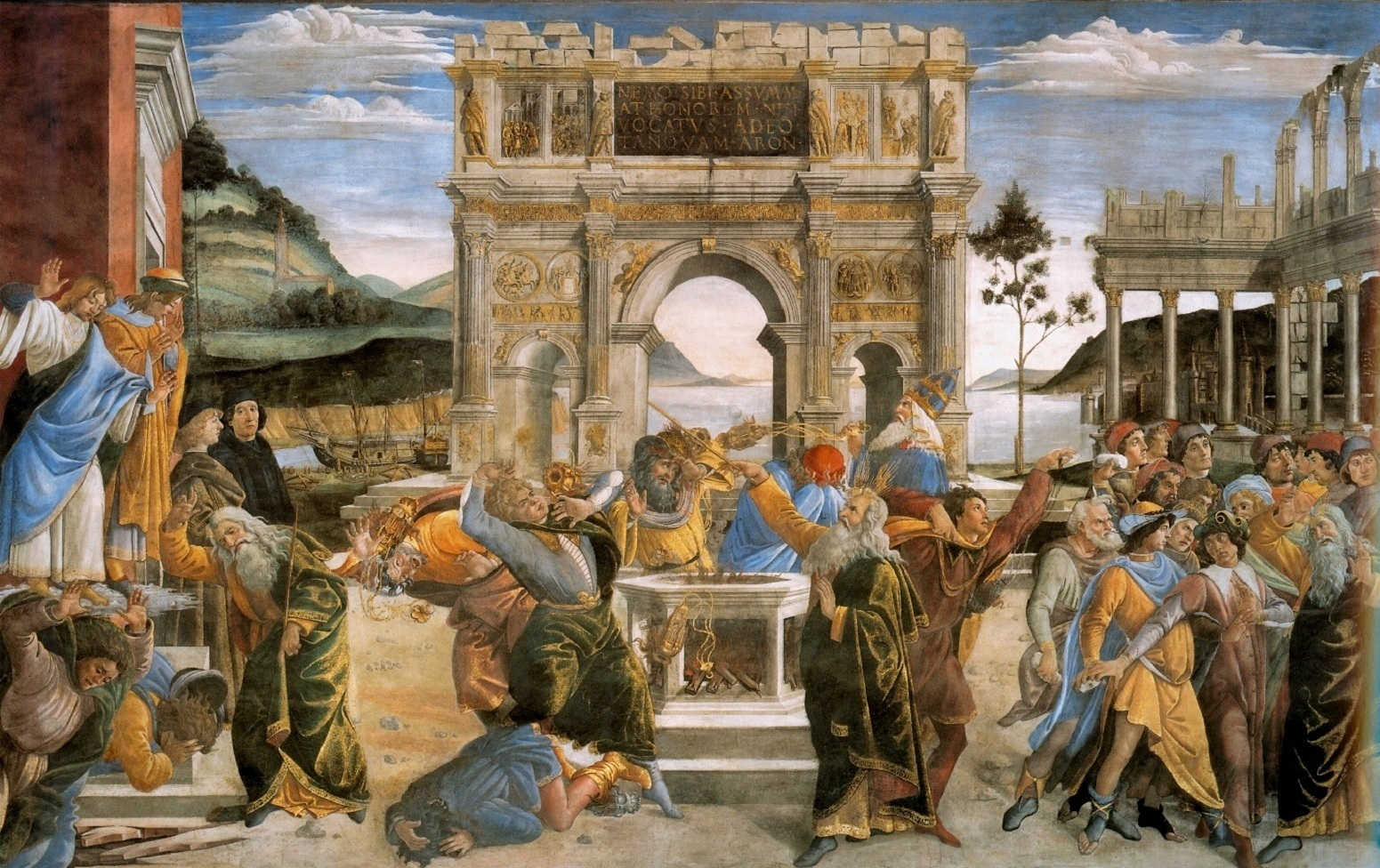
Botticelli, Punizione dei ribelli

La decorazione pittorica venne concepita in stretto rapporto con le proporzioni architettoniche della cappella, assecondando la scansione delle pareti. Le partizioni si basano infatti sulla scansione delle finestre, che genera lo spazio per sei riquadri sotto ciascuna finestra delle pareti laterali e per due in quelle frontale e posteriore.
Verticalmente gli affreschi sono ripartiti in tre registri: uno inferiore con finti tendaggi, per la cui decorazione vennero poi eseguiti gli arazzi di Raffaello; uno intermedio con le Storie di Mosè e Aronne sul lato sinistro e le Storie di Gesù sul lato destro, con fitti rimandi tra una parete e l'altra; uno superiore, oltre un cornicione fortemente sporgente, che coincide con il livello delle finestre e che a sua volta è divisibile in due sottoregistri: uno con le figure dei primi pontefici (da Pietro a Marcello) entro nicchie ai lati delle finestre e uno, oltre un'altra cornice aggettante, delle lunette affrescate poi da Michelangelo. Anche la parete di fondo presentava uno schema simile, con al centro, in corrispondenza dell'altare, una pala affrescata dal Perugino con l'Assunta, a cui era dedicata la cappella, venerata da Sisto IV in ginocchio.
Le corrispondenze tra le coppie simmetriche di riquadri tra una parete e l'altra - in base all'iconografia tipologica - sono esplicitate dalle iscrizioni (tituli) nel fregio soprastante: l'antico prefigura il nuovo e il nuovo si perfeziona dall'antico, secondo un concetto già espresso da sant'Agostino: «Dio, ispiratore e autore dei libri dell'uno e dell'altro Testamento, ha sapientemente disposto che il nuovo fosse nascosto nell'antico e l'antico diventasse chiaro nel nuovo».
Il messaggio sottinteso è quindi come Mosè, prima guida e legislatore del popolo eletto, con l'aiuto del sacerdote Aronne, prefiguri il Cristo, all'insegna della continuità della legge divina che, nel rinnovarsi delle leggi mosaiche nel nuovo patto del messaggio evangelico, viene poi trasmessa da Gesù a san Pietro e ai suoi successori, cioè i pontefici stessi. In questo senso aveva un ruolo fondamentale la scena della Consegna delle chiavi, affidata al Perugino, che testimonia il passaggio di tali poteri; sul lato opposto la Punizione di Quorah e dei suoi figli, di Botticelli, allude invece alla punizione che spetta a chiunque si opponga all'autorità del pontefice. Si tratta dunque di una solenne riaffermazione di natura politica e dottrinale del primato di san Pietro, della sua sacralità, intangibilità e della pienezza dei poteri del pontefice.
Il ciclo della Sistina rappresenta una gigantesca storia spirituale dell'Umanità: dalla Creazione al Peccato, alla Redenzione, alla Fine del Mondo. Gli affreschi delle pareti sono una rappresentazione del Regno della Legge e di quello della Grazia, resi con un tono commemorativo e agiografico. Michelangelo intese la creazione e il peccato come drammi dell'umanità intera, e la Redenzione un atto di speranza e di fede che si realizza in ogni momento e luogo. La dottrina neoplatonica, presente nella sua formazione culturale, lo conduce a una profonda spiritualità interiore. Le varie figurazioni hanno, oltre che un significato letterale (Storie del popolo eletto), una più universale funzione di rivelazione degli stati d'animo dell'uomo dopo il Peccato: la tristezza della inconsapevole attesa (Antenati di Cristo), la cieca speranza di fronte al miracolo (Salvazioni di Israele), la virile serenità della coscienza del futuro (Profeti e Sibille).

#### Le pareti
Parete ovest (altare)
- Michelangelo, Giudizio Universale (1536-1541)
- Perugino, Nascita e ritrovamento di Mosè (distrutto)
- Perugino, Assunta con Sisto IV inginocchiato (distrutto)
- Perugino, Natività di Cristo (distrutto)

Parete sud
La parete sud mostra le Storie di Mosè, databili al 1481-1482. Dall'altare si incontrano:
- Pietro Perugino e aiuti, Partenza di Mosè per l'Egitto
- Sandro Botticelli e bottega, Prove di Mosè
- Cosimo Rosselli o Domenico Ghirlandaio o Biagio di Antonio Tucci, Passaggio del Mar Rosso
- Cosimo Rosselli e Piero di Cosimo (attr.), Discesa dal monte Sinai
- Sandro Botticelli, Punizione dei ribelli
- Luca Signorelli e Bartolomeo della Gatta, Testamento e morte di Mosè

Parete nord
La parete nord mostra le Storie di Cristo, databili al 1481-1482. Dall'altare si incontrano:
- Pietro Perugino e aiuti, Battesimo di Cristo
- Sandro Botticelli, Tentazioni di Cristo
- Domenico Ghirlandaio, Vocazione dei primi apostoli
- Cosimo Rosselli (attr.), Discorso della montagna
- Pietro Perugino, Consegna delle chiavi
- Cosimo Rosselli, Ultima Cena

Parete est (d'ingresso)
- Hendrik van den Broeck (1572) su originale di Domenico Ghirlandaio, Resurrezione di Cristo
- Matteo da Lecce (1574), su originale di Luca Signorelli, Disputa sul corpo di Mosè

#### La volta

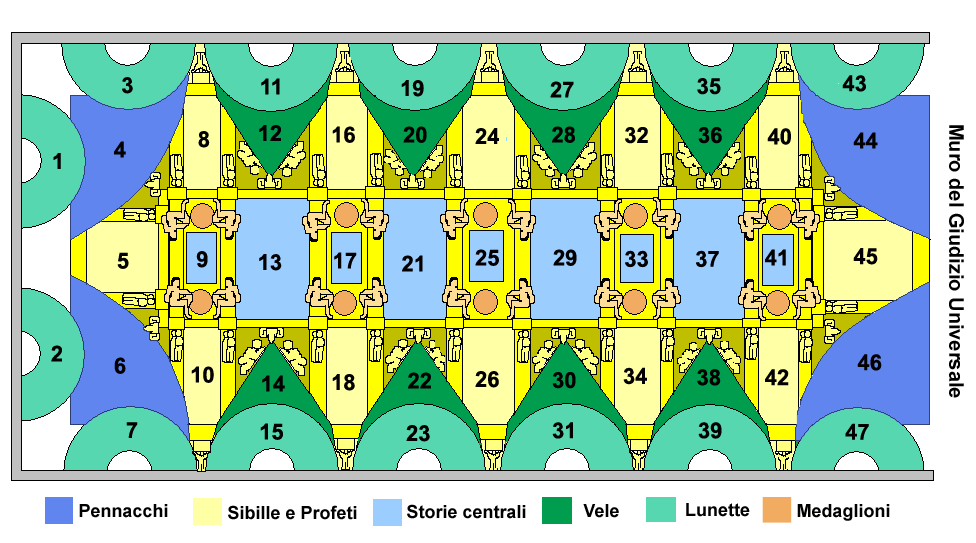
Schema della volta della Cappella Sistina

Lo schema della volta della Cappella Sistina comprende diversi affreschi e tematiche che si possono così rappresentare:
- nella parte centrale Michelangelo dipinse nove storie, tratte da Episodi del libro della Genesi;
- ai lati di queste storie vi sono possenti figure di Ignudi che sostengono medaglioni, entro i quali sono raffigurate Scene dal Libro dei Re;
- contornano la parte centrale affreschi raffiguranti Sibille e Profeti;
- al di sotto di essi, nelle vele e nelle lunette, sono raffigurati gli Antenati di Cristo (la genealogia di Gesù);
- infine, nei quattro pennacchi posti agli angoli della volta, Michelangelo dipinse alcuni Episodi di Salvezza tratti dall'Antico Testamento.

L'immensa opera fu portata a termine tra il 1508 e il 1512.

##### Le storie della Genesi

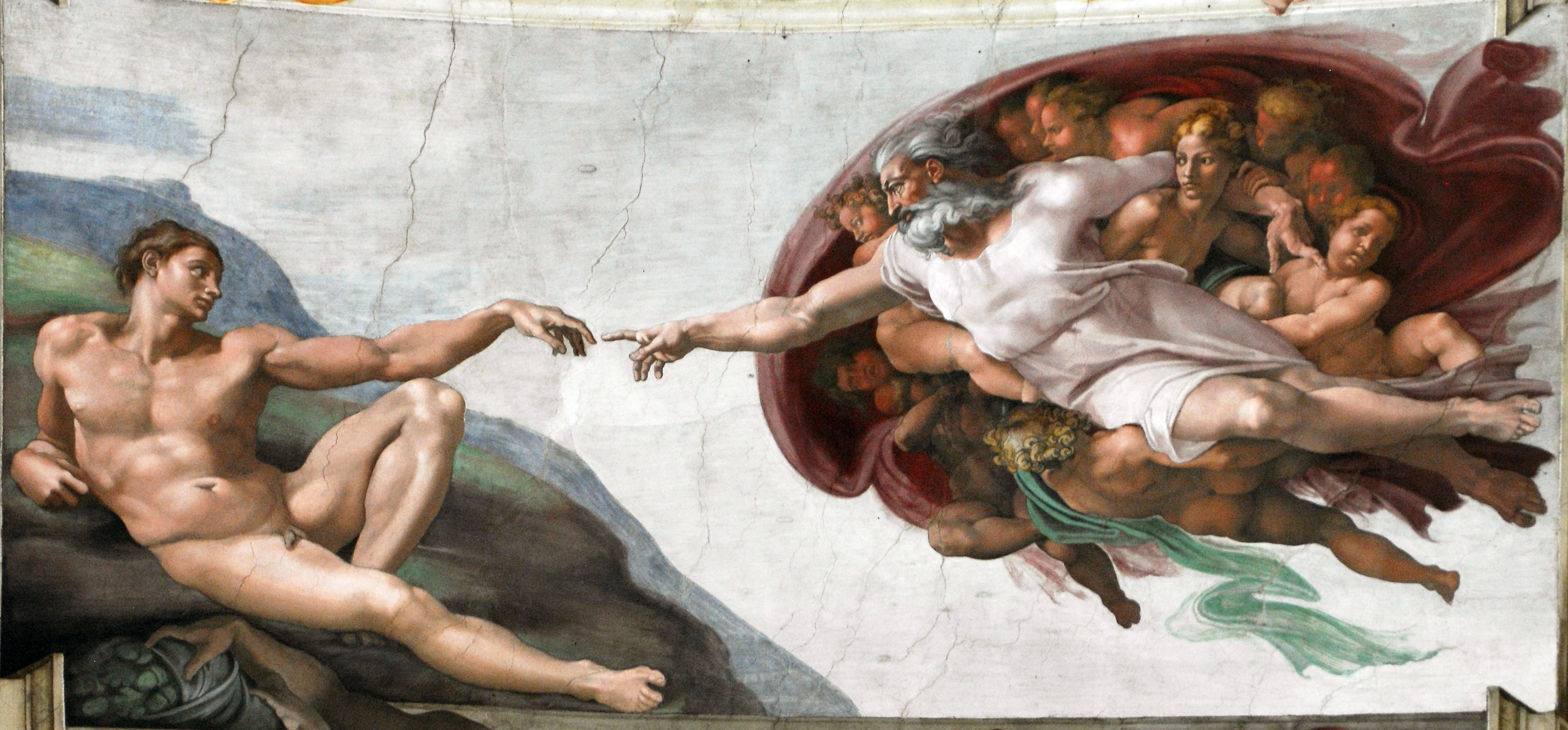
Creazione di Adamo

1. Separazione della luce dalle tenebre (Genesi 1,1-5[21])
2. Creazione degli astri (Genesi 1,11-19[22])
3. Separazione delle acque dalla terra (Genesi 1,9-10[23])
4. Creazione di Adamo (Genesi 1,26-27[24])
5. Creazione di Eva (Genesi 2,18-25[25])
6. Peccato originale e cacciata dal Paradiso terrestre (Genesi 3,1-13.22-24[26])
7. Sacrificio di Noè (Genesi 8,15-20[27])
8. Diluvio universale (Genesi 6,5-8,20[28])
9. Ebbrezza di Noè (Genesi 9,20-27[29])

##### Sibille e profeti

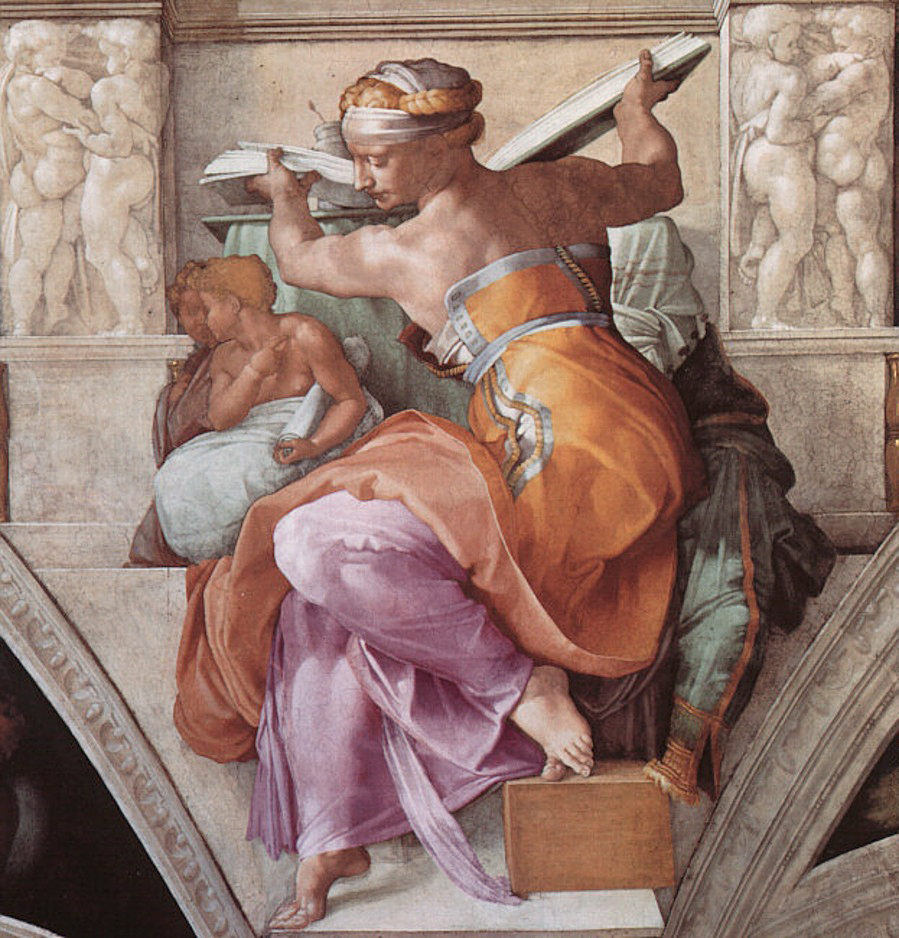
Sibilla Libica

1. Zaccaria
2. Gioele
3. Sibilla Delfica
4. Sibilla Eritrea
5. Isaia
6. Ezechiele
7. Sibilla Cumana
8. Sibilla Persica
9. Daniele
10. Geremia
11. Sibilla Libica
12. Giona

##### Antenati di Cristo
Lunette
1. Eleazar e Mattan
2. Giacobbe e Giuseppe
3. Achim ed Eliud
4. Azor e Sadoc
5. Zorobabele, Abiud ed Eliachim
6. Giosia, Ieconia e Salatiel
7. Ezechia, Manasse e Amon
8. Ozia, Ioatam e Acaz
9. Asaf, Giosafat e Ioram
10. Roboamo e Abia
11. Iesse, Davide e Salomone
12. Salmòn, Booz e Obed
13. Naasson
14. Aminadab

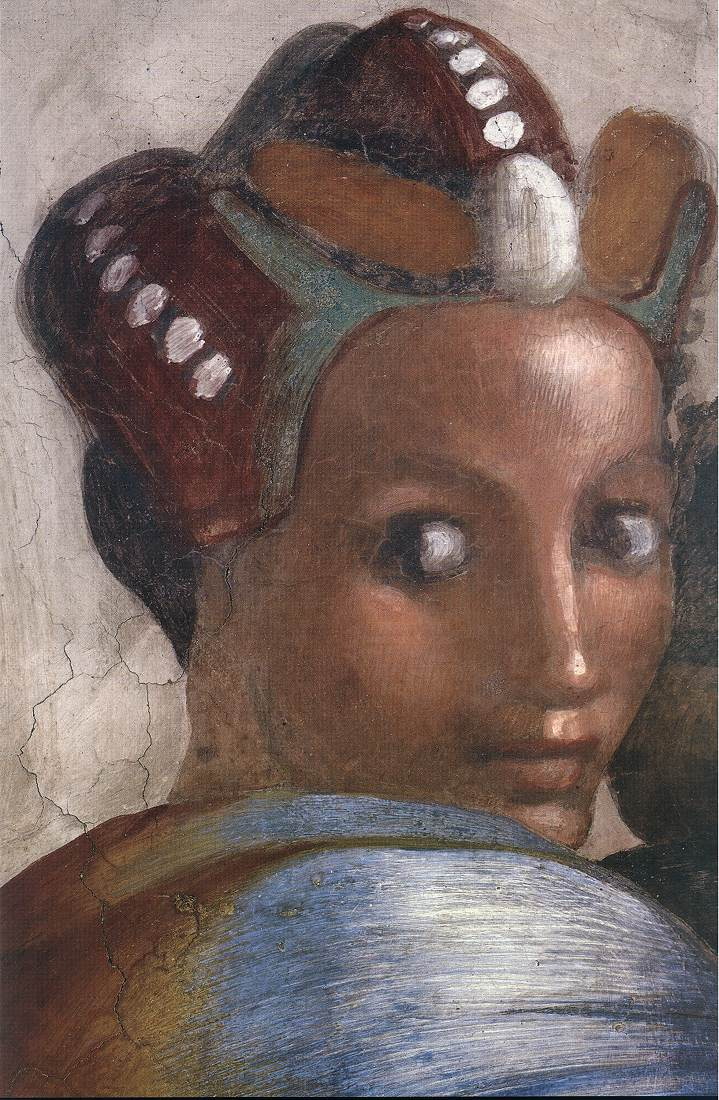
Lunetta di Giacobbe e Giuseppe (dettaglio)

15. Abramo, Isacco, Giacobbe, Giuda (perduta)
16. Fares, Esrom e Aram (perduta)

Vele

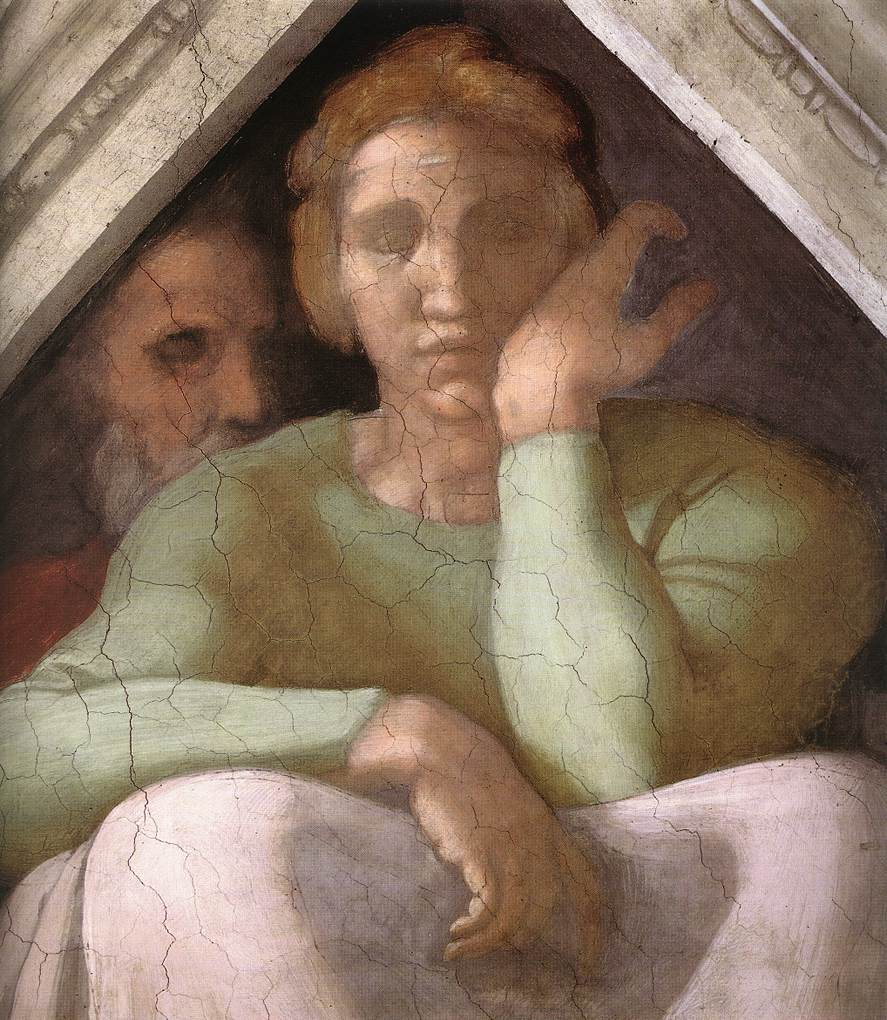
Vela sopra Iesse, Davide e Salomone

1. Vela sopra Zorobabele, Abiud ed Eliachim
2. Vela sopra Giosia, Ieconia e Salatiel
3. Vela sopra Ozia, Ioatam e Acaz
4. Vela sopra Ezechia, Manasse e Amon
5. Vela sopra Roboamo e Abia
6. Vela sopra Asaf, Giosafat e Ioram
7. Vela sopra Salmòn, Booz e Obed
8. Vela sopra Iesse, Davide e Salomone

##### Storie dell'Antico Testamento
1. Giuditta e Oloferne (Giuditta 13,1-10[30])
2. Davide e Golia (1 Samuele 17,1-54[31])
3. Punizione di Aman (Ester 7,1-10[32])
4. Serpente di bronzo (Numeri 21,1-9[33])

### Gli arazzi

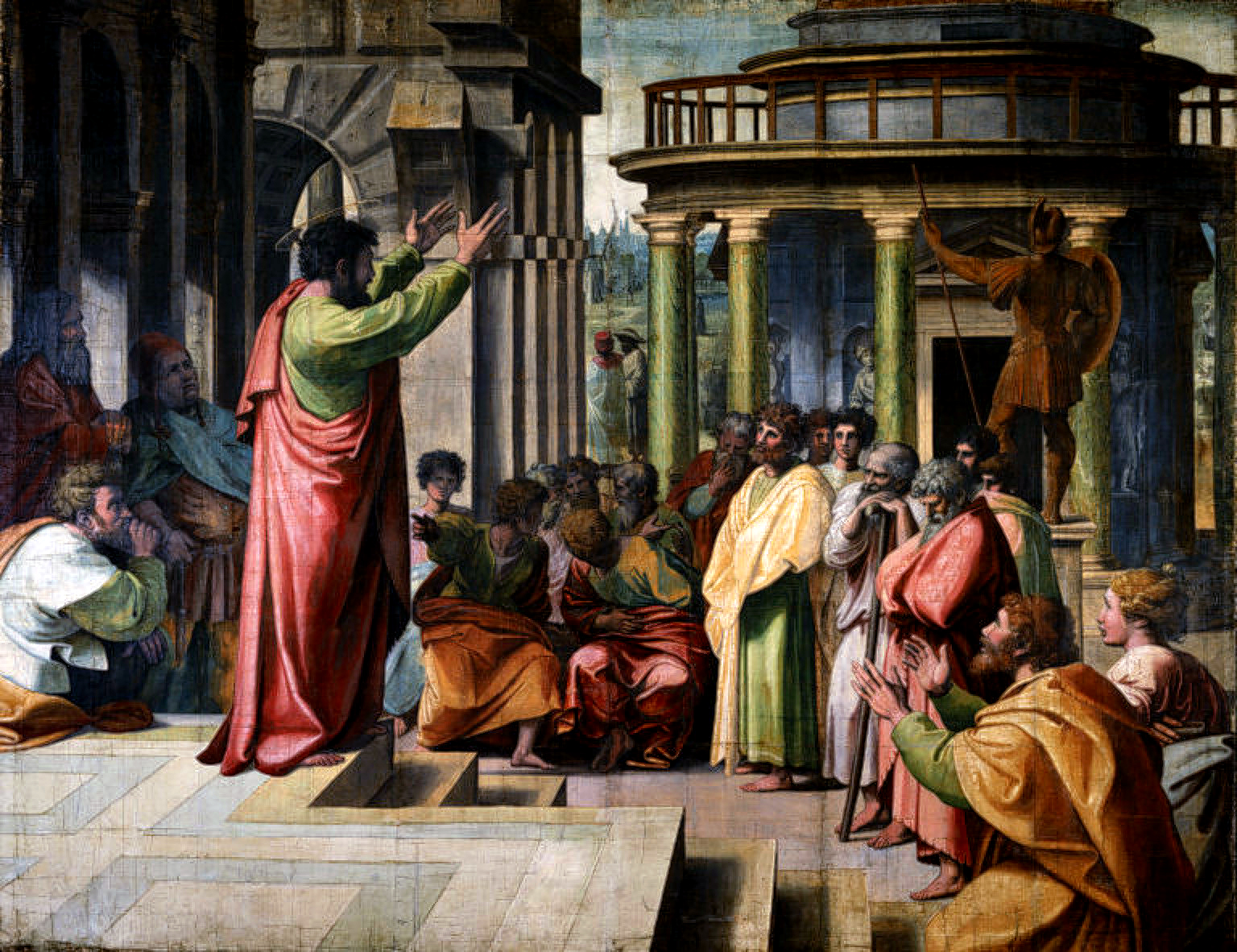
Discorso di san Paolo agli Ateniesi, uno dei cartoni di Raffaello per gli arazzi della Sistina, V&AM, Londra

Durante le cerimonie importanti, la parte inferiore dei muri laterali, affrescata con finti tendaggi, era coperta da una serie di dieci arazzi, realizzati da manifatture fiamminghe su disegni di Raffaello. Essi riproducono eventi delle storie dei principes apostolorum Pietro e Paolo, tratti dai vangeli e dagli Atti degli apostoli.
Sotto le Storie di Cristo si trovavano quattro arazzi con Storie di san Pietro a partire dalla Pesca miracolosa; sull'altro lato, sotto le Storie di Mosè, erano presenti sei Storie di san Paolo, a partire dal Martirio di santo Stefano fino alla Predica di san Paolo agli Ateniesi, collocata oltre la cancellata.
Raffaello, consapevole del confronto con Michelangelo, impostò i disegni a quello "stile tragico" inaugurato con l'Incendio di Borgo, semplificando gli schemi ed enfatizzando i gesti e la mimica dei personaggi, per renderli più eloquenti e "universali".
Ben sette dei cartoni originari di Raffaello sono giunti sino a noi e sono oggi conservati presso il Victoria and Albert Museum di Londra. Gli arazzi veri e propri sono nella Pinacoteca Vaticana, dove sono esposti nella Sala VIII. Dagli stessi disegni di Raffaello o da copie di essi sono state tratte varie repliche degli arazzi della Sistina, a oggi distribuite in varie località italiane come Mantova e Loreto.

### Organo a canne
All'interno della Cappella Sistina si trova un organo a canne, collocato nell'angolo destro della controfacciata. Lo strumento è stato inaugurato il 14 dicembre 2002 con un concerto dell'organista Gianluca Libertucci alla presenza di varie autorità vaticane, come il cardinale Angelo Sodano e monsignor Piero Marini, nonché di Hermann Mathis, direttore della Mathis Orgelbau, la ditta organaria che lo ha costruito. L'organo ha due tastiere di 56 tasti ognuna e pedaliera di 30 tasti ed è a trasmissione completamente meccanica.